# Trinxera

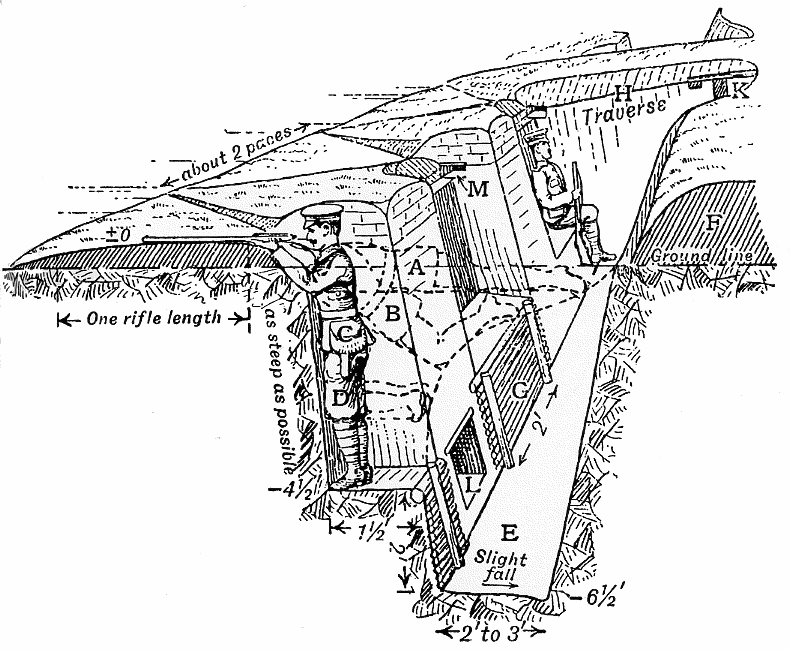
Disseny d'una trinxera segons un manual militar anglès del 1914

Una trinxera és una rasa allargada de protecció del foc enemic, de l'artilleria i de les metralladores, emprada des d'antic per les tropes, i, en forma massiva, durant la Primera Guerra Mundial.

Una trinxera a la vall del Somme durant la primera guerra mundial

La primera rasa era darrere d'unes barreres formades per llargues tanques de filferro que separaven la terra de ningú del terreny propi; era molt difícil d'assaltar, ja que el terreny d'acostament era en descobert, i les tropes assaltants eren un blanc fàcil per a les defensores. Darrere de les trinxeres de primera línia es trobaven les trinxeres cobertes, que proporcionaven una segona línia defensiva. La seva amplària era d'1,8 a 2,5 metres. Les tropes que no estaven de servei vivien en els refugis subterranis de les trinxeres de suport. Els subministraments, aliments i les tropes de reemplaçament eren traslladats al capdavant a través d'una xarxa de trinxeres de reserva i comunicacions.

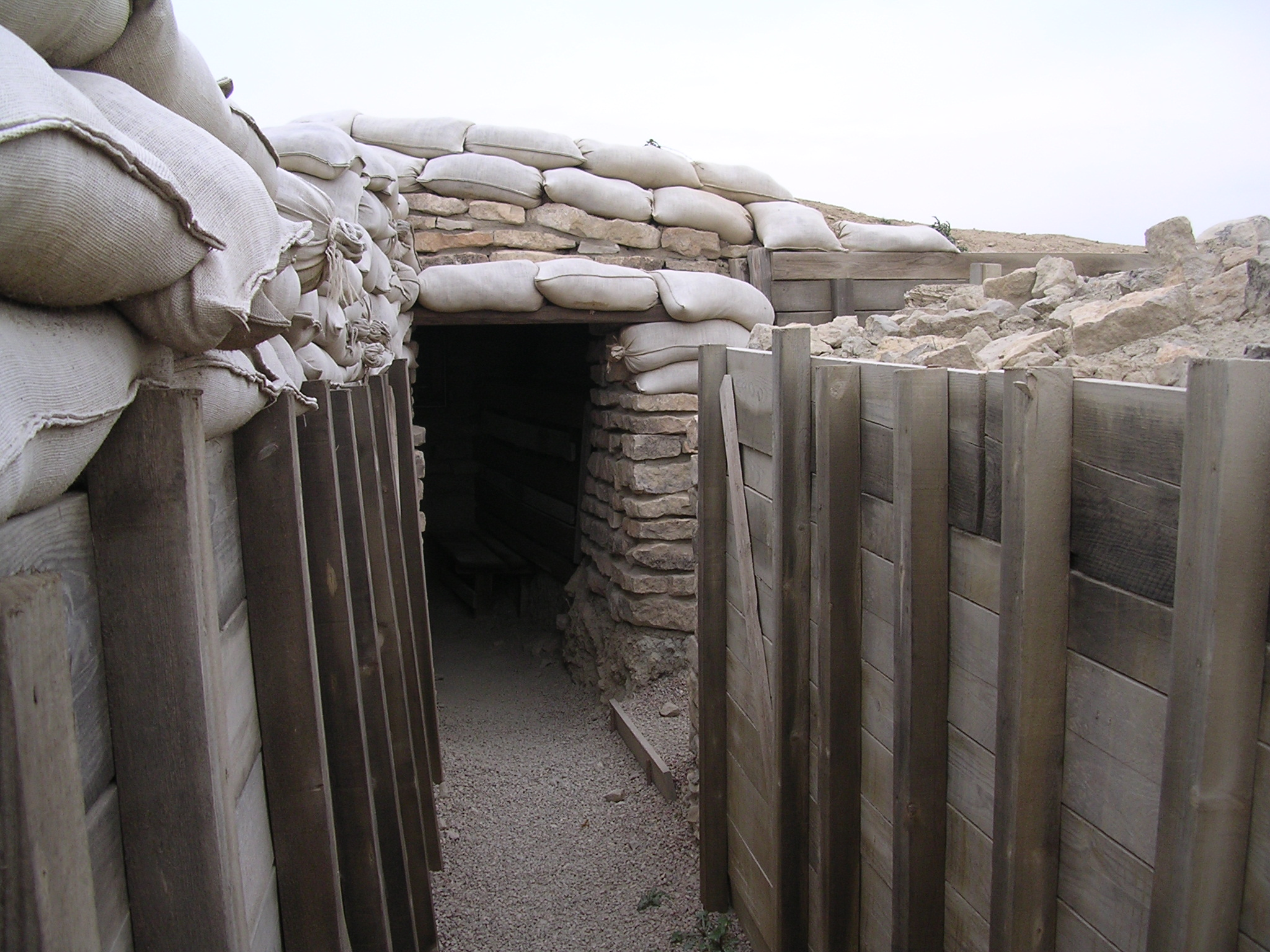
Reconstrucció moderna d'una trinxera de la guerra civil espanyola

Durant la Primera Guerra Mundial es cavaven trinxeres al llarg del front del camp de batalla per a protegir les tropes del foc mortífer de l'artilleria i les metralladores. Darrere de les trinxeres de primera línia es trobaven les trinxeres cobertes, que proporcionaven una segona línia defensiva en el cas que l'enemic assaltés la primera. La seva amplària era d'1,8 a 2,5 metres. Les tropes que no estaven de servei vivien en els refugis subterranis de les trinxeres de suport. Els subministraments, aliments i les tropes de reemplaçament eren traslladats al capdavant a través d'una xarxa de trinxeres de reserva i comunicacions. L'àrea que es trobava entre les trinxeres dels combatents era considerada terra de ningú; intentar creuar aquest terreny solia implicar la mort, ja que estava cobert de filats i els soldats passaven a ser un blanc fàcil per a l'enemic.